# Der Mann mit dem Hammer

Statue in Düdelingen

Der Mann mit dem Hammer ist eine Skulptur des Luxemburger Bildhauers Albert Kratzenberg (1890–1966), die  1939 im Rahmen der New Yorker Weltausstellung 1939 New York World’s Fair aufgestellt wurde.

## L'allégorie de l'artisanat
Ursprünglich war sie Teil der Monumental-Skulptur „L'allégorie de l'artisanat“. Dieses über 20 Meter lange und 12 Meter hohe Wandgemälde stellte einen Querschnitt der luxemburgischen Landschaft (Minette Gegend, Luxemburg-Stadt und die Burgen entlang der Sauer) dar. Eingegrenzt von vier Statuen, die „charakteristische“ luxemburgische Berufe symbolisieren sollten (Arbeiter, Handwerker, Landwirt und Weinbauer) sollte dieses monumentale Werk Besucher und Investoren nach Luxemburg locken.

## Wiederentdeckung
Nach der Weltausstellung wurden die Statuen getrennt und gerieten bald in Vergessenheit. „Der Mann mit dem Hammer“ wurde Anfang der 1980er Jahre in einem Staatsdepot wiederentdeckt und in Düdelingen aufgestellt. Bis zu ihrer Restauration 2008 stand die Statue am Eingang des „Quartier Brill“. Seither steht sie im Park der „Galerie Nei Liicht“.